# Bernard Castagnède
Bernard Castagnède (ur. 7 listopada 1944 w Caudéran koło Bordeaux) – francuski polityk, prawnik i nauczyciel akademicki, poseł do Parlamentu Europejskiego IV kadencji.

## Życiorys
Z wykształcenia prawnik, kształcił się m.in. w Instytucie Nauk Politycznych w Paryżu. Zajął się działalnością akademicką, doszedł do stanowiska profesora prawa podatkowego na Université de Paris I.
Zaangażował się w działalność polityczną w ramach Lewicowej Partii Radykalnej. Od 1984 do 1986 był szefem gabinetu politycznego lidera radykałów Jeana-Michela Bayleta, pełniącego funkcję sekretarza stanu. Od 1994 do 1999 sprawował mandat eurodeputowanego IV kadencji. W 2002 kierował kampanią prezydencką Christiane Taubiry. Pełnił też funkcję rzecznika prasowego PRG.